# DoYouSpain Internet Holidays S.L.
DoYouSpain Internet Holidays S.L. es una empresa española que opera como motor de búsqueda especializado en la comparación de precios de alquiler de coches. Fundada en 2002, tiene su sede en Castellón de la Plana (Castellón, España). La empresa forma parte del grupo Gesmarket Internet para Vender S.L., que se dedica a la gestión de portales web, entre los que se encuentra también CarJet y DoYouItaly.

## Historia

### Fundación y primeros años
DoYouSpain fue creada en 2002 por Josemaria Gayet y Santiago Renau, quienes identificaron una oportunidad en el mercado de alquiler de coches. Desde sus inicios, la empresa se enfocó en ofrecer una plataforma que permitiera a los usuarios comparar precios y reservar vehículos de manera sencilla.

### Expansión nacional e internacional
Inicialmente, DoYouSpain ofrecía sus servicios en las principales ciudades de España. Con el tiempo, amplió su cobertura para incluir todas las provincias del país. En 2025, la empresa alcanzó los 17,9 millones de usuarios, consolidándose como un referente en el mercado del alquiler de coches en España. Su crecimiento ha estado marcado por la integración de tecnologías avanzadas de comparación de precios y la colaboración con múltiples proveedores nacionales e internacionales.
De manera paralela, en 2013, Gesmarket creó DoYouItaly, especializada en el mercado italiano. Posteriormente, en 2017, con una sólida presencia en los mercados español e italiano, Gesmarket diversificó más sus operaciones al adquirir la empresa británica CarJet, a la que le realizó una completa renovación. CarJet se centró en mercados internacionales, contribuyendo a la presencia global de Gesmarket.

## Estructura corporativa
DoYouSpain pertenece a Gesmarket Internet para Vender S.L., una empresa española con sede en Castellón de la Plana. La compañía opera otras marcas en el sector de la comparación de precios de alquiler de vehículos, como DoYouItaly, para el mercado italiano, y CarJet, con cobertura en más de 50 países desde 2017.

## Servicios
DoYouSpain permite a los usuarios comparar precios de alquiler de coches en España y seleccionar entre diversas opciones de vehículos, incluyendo coches, furgonetas y motos. La plataforma no actúa como proveedor directo, sino como intermediario entre los clientes y empresas de alquiler, proporcionando filtros para personalizar la búsqueda por tamaño de vehículo, kilometraje, tipo de transmisión y otras características. Además, ha integrado los vehículos eléctricos en su oferta, incluyendo tanto coches como furgonetas sostenibles.

### Modelo de negocio
El modelo de negocio de DoYouSpain se basa en ofrecer una plataforma que compara precios en tiempo real, presentando las ofertas disponibles de grandes marcas internacionales y empresas locales de alquiler de coches. Los usuarios pueden seleccionar la opción que mejor se adapte a sus necesidades y completar la reserva a través de la plataforma. Además, DoYouSpain ofrece un seguro opcional como complemento a las reservas realizadas.

### E-Sims
En 2025, DoYouSpain amplió su catálogo de servicios digitales con el lanzamiento de su servicio de eSIMs, expandiéndose hacia el mercado de la conectividad móvil.

### Resultados financieros
En el año 2022, Gesmarket Internet Para Vender SL, empresa propietaria de DoYouSpain, fue la compañía con mayor facturación dentro del sector de portales web en España.
En el Ranking de Empresas Españolas por facturación 2022, publicado por ElEconomista.es, la empresa se situó en el puesto 36 en Castellón y 1.764 a nivel nacional, con una facturación de 151.016.142 euros. Durante el mismo ejercicio, la compañía registró activos por valor de 38.091.725 euros. 